# مقاطعة مايوم
مقاطعة مايوم هي تقسيم إداري لولاية الوحدة في منطقة أعالي النيل الكبرى في جنوب السودان. وتقع إلى الغرب من بنتيو. مقر المقاطعة هو مدينة مايوم. 

## الموقع
وتقع مقاطعة مايوم في شمال غرب ولاية الوحدة. وتعد مايوم أكبر مدينة في المنطقة.
والمدن الأخرى هي تام ومانكين ووانغ كاي. وتشمل القرى الكبيرة مثل ريير، وثارجانا، وبوث، ويكوك، وتويك.  وتقع منطقة مايوم في منطقة امتياز النفط رقم 4 جنوب حقل كايكانج النفطي. 

## الحرب الأهلية
وفي حوالي عام 1982، وبتشجيع من الحكومة السودانية، بدأ سكان البقارة في الوصول إلى منطقة مايوم من الشمال وهم مسلحين ببنادق آلية. في ذلك العام، سرق البقارة حوالي 500 رأس من الماشية من قبيلتي النوير والدينكا.  بدأت الحرب الأهلية السودانية الثانية في عام 1983. في آذار 1985، نشب قتال بين غزاة البقارة وقوات الجيش الشعبي لتحرير السودان وأنيانيا الثانية المشتركة بقيادة الرائد بول نياوان، وهُزم فيه البقارة، مما أدى إلى سلام نسبي بين قبيلتي البقارة والنوير.  في عامي 1987 و1988، تعرضت المنطقة للمجاعة بسبب الصراع بين الجيش وأنيانيا 2 والجيش الشعبي لتحرير السودان، مما أدى إلى حرق القرى وعمليات القتل الجماعي والنزوح على نطاق واسع للناس. من المفترض أن مدينة مايوم قد تضررت بشدة، ولكن لم تكن هناك وكالات إغاثة لتسجيل التقدم المحرز في المجاعة. 